# Ripenda Kras
Ripenda Kras je naselje u Republici Hrvatskoj, u sastavu Grada Labina, Istarska županija. 

## Stanovništvo
Prema popisu stanovništva iz 2001. godine, naselje je imalo 121 stanovnika te 47 obiteljskih kućanstava.
| broj stanovnika |       |       | 177   | 167   | 175   | 226   |       |       | 252   | 214   | 203   | 137   | 129   | 106   | 121   | 124   | 122   |
|                 | 1857. | 1869. | 1880. | 1890. | 1900. | 1910. | 1921. | 1931. | 1948. | 1953. | 1961. | 1971. | 1981. | 1991. | 2001. | 2011. | 2021. |

## Povijest
Tu je 1907. godine otvorena osnovna škola na hrvatskom jeziku (kasnije prestala s radom). Na mjesnom groblju nalazi se crkva sv. Nikole iz 18. stoljeća. Na području naselja nalaze se ostaci prapovijesne gradine Kunci, koja datiraju u kasnije brončano doba.